# Peter Sklenčár
Peter Sklenčár (ur. 24 lutego 1962 w Sečovcach) – słowacki nauczyciel akademicki, biznesmen, historyk i malarz amator.

## Życiorys
Urodził się w rodzinie nauczyciela. Uczył się w gimnazjum w Trebišovie, następnie ukończył studia uniwersyteckie na Wydziale Elektrotechniki Uniwersytetu Technicznego w Koszycach, a następnie studiował pedagogikę uzupełniającą na Słowackim Uniwersytecie Technicznym w Bratysławie. W 2014 roku uzyskał stopień doktora komunikacji marketingowej na Wydziale Zarządzania Uniwersytetu Preszowskiego.
Pracował w dziale informatyki firmy inżynieryjnej Strojstav Sečovce, później jako nauczyciel w Liceum Spożywczym w Trebišovie. Od 1997 prowadzi działalność gospodarczą na własny rachunek (licencję handlową uzyskał 30 września 1992), właściciel pracowni reklamy Pastel (działającej od 1991), a od 2007 – Centrum Informacji i Konsultacji Uniwersytetu DTI w Sečovcach.
Jest autorem kilku podręczników uniwersyteckich i monografii z zakresu marketingu, redaktorem pośmiertnie opublikowanej publikacji historyka Štefana Korčmároša Sečovské obrázky (2010), autorem i współautorem kilku prac popularyzatorskich związanych z historia regionu Sečovce i Trebišov. Wniósł wkład fotograficzny do publikacji popularyzatorskiej geologa Seča Júliusa Magyara Potulky Sečovcami a okolím (2016), i jest laikiem zajmującym się zbieraniem historycznych pocztówek, fotografii i innych materiałów dotyczących historii Sečovców. Jest także malarzem amatorem, a w swoich pracach przedstawia głównie temat Sečovców i okolic. Przyczynił się do zainstalowania tablicy pamiątkowej amerykańskiego architekta pochodzącego z Sečovce, Emery Roth, na fasadzie domu kultury w Sečovcach w 2011 roku. Jest członkiem Rotary Club Trebišov (Rotary International District 2240).

## Wybrane publikacje
Publikacje dotyczące historii regionalnej
- Sklenčár, Peter. Zabudnuté Sečovce. 1. vyd. Sečovce : Pastel, 2017. 235 s. ISBN 978-80-89898-03-9.
- Sklenčár, Peter. Sečovce na starých fotografiách. 1. vyd. [Dubnica nad Váhom] : Dubnický technologický inštitút, 2012. 116 s. ISBN 978-80-89400-40-9.
- Štefan, Stanislav – Sklenčár, Peter. Trebišov na starých fotografiách. 1. vyd. [Dubnica nad Váhom] : Dubnický technologický inštitút, 2011. 118 s. ISBN 978-80-89400-19-5.
- Korčmároš, Štefan. Sečovské obrázky. 1. vyd. Sečovce : Pastel, 2010. 79 s. ISBN 978-80-89412-10-5. – Sklenčár inicioval vydanie nepublikovaného Korčmárošovho rukopisu v kruhu členov Rotary Clubu Trebišov a na príprave publikácie sa podieľal ako editor, autor záveru, grafik a ilustrátor (2 ilustrácie, súčasná fotografia a dobové fotografie z vlastného archívu).
- Sklenčár, Peter, Magyar, Július: Kostol Nanebovzatia Panny Márie v Sečovciach, Pastel 2018, ISBN 978-80-89898-10-7
- Sklenčár, P. a kol.: Od Trívia po Spojenú školu, FINAL 2018, ISBN 978-80-570-0572-8
- Sklenčár, P.: Gréckokatolícky chrám v Trebišove, Pastel 2019, ISBN 978-80-89898-13-8

Publikacje marketingowe
- Sklenčár, Peter: Obchodná a profesijná etika a etiketa, Sečovce, Pastel, 2020, ISBN 978-80-89898-14-5
- Sklenčár, Peter - Lajčin, Daniel: Vybrané kapitoly z marketingu. 1.vyd. Týn nad Vltavou: Nová Forma, 2019, 164 s., ISBN 978-80-7612-146-1
- Sklenčár, Peter. Marketing pre právnikov. 1. vyd. [Sečovce] : Pastel, 2016. 120 s. ISBN 978-80-971276-7-1.
- Sklenčár, Peter. Public relations a médiá. 1. vyd. [Sečovce] : Pastel, 2015. 108 s. ISBN 978-80-971276-4-0.
- Sklenčár, Peter. Efektívnosť použitia erotických motívov vo vonkajšej reklame. 1. vyd. Dubnica nad Váhom : Dubnický technologický inštitút, 2014. 131 s. ISBN 978-80-89732-11-1.
- Sklenčár, Peter. The recall effect of the erotic content in outdoor advertising. 1st ed. Karlsruhe : Ste-Con, 2015. 188 s. ISBN 978-3-945862-00-1.
- Sklenčár, Peter – Haburaj, Tomáš (eds.). Etika všedného dňa : zborník príspevkov z vedeckej konferencie : Sečovce, 26.4.2013. 1. vyd. Sečovce : Pastel, 2013. 261 s. ISBN 978-80-971276-2-6.